# Markus Feldhoff
Markus Feldhoff (* 29. August 1974 in Oberhausen) ist ein ehemaliger deutscher Fußballspieler und heutiger -trainer.

## Spielerkarriere

### Vereine
Feldhoff begann seine Karriere in der Jugend der Sportfreunde Königshardt, über die er zu Bayer 05 Uerdingen gelangte. In der Spielzeit 1992/93 gab er am 21. Spieltag, dem 13. März 1993, sein Debüt in der Fußball-Bundesliga. Bei der 1:3-Niederlage gegen Borussia Mönchengladbach wurde der Stürmer in der 63. Minute für Thomas Adler eingewechselt. Bis zum Saisonende kam Feldhoff auf vier weitere Partien. Beim 1:1 am vorletzten Spieltag gegen Dynamo Dresden kam der damalige Jungspieler erstmals über 90 Pflichtspielminuten zum Einsatz. Nach Ablauf der Saison stieg der Verein aus dem deutschen Oberhaus ab. Im folgenden Zweitligajahr entwickelte sich Feldhoff zum Stammspieler und erzielte am 6. August 1993 gegen den Chemnitzer FC seinen ersten Profitreffer. Als Tabellenzweiter schafften die Uerdinger den sofortigen Wiederaufstieg. Auch in der ersten Liga zeigte Feldhoff sein Talent. So sicherte sich im Sommer 1995 Bayer 04 Leverkusen die Dienste des Angreifers.
In Leverkusen hatte Feldhoff mit namhafter Konkurrenz wie Ulf Kirsten, Paulo Sérgio und Rudi Völler um einen Stammplatz zu kämpfen. Zwar kam er in 33 Begegnungen zum Einsatz, so viel wie kein anderer Bayer-Feldspieler, wurde aber auch 28-mal nur eingewechselt. Im Jahr darauf erzielte Feldhoff acht Saisontreffer, seine beste Torausbeute in der Bundesliga, stand aber meist im Schatten von Sergio und Torschützenkönig Kirsten. Bemerkenswert in dieser Saison war ein Dreierpack beim 5:2-Erfolg am 21. Spieltag gegen den FC Bayern München. 1996/97 feierte man die Vize-Meisterschaft, die beste Platzierung in Feldhoffs Spielerkarriere. Nach einer mäßigen Saison 1997/98 ging der Stürmer zu Borussia Mönchengladbach und nach einem Jahr weiter zum VfL Wolfsburg. Nachdem er 1999/00 noch 18 Bundesligaspiele für die Wölfe bestritten hatte, hatte er 2000/01 nur noch die Zuschauerrolle inne und kam zu keinem Einsatz. Im Jahr darauf absolvierte er zu Saisonbeginn zwei Partien, ehe man ihn im Dezember an Energie Cottbus abgab. In den folgenden Monaten hatte Feldhoff immer wieder mit Verletzungen zu kämpfen. Der frühere Bundesligaprofi war kurz davor, seine Karriere nach Verletzungspech und sportlicher Enttäuschung zu beenden, als ihn Trainer Claus-Dieter Wollitz im Januar 2003 zu einem Wechsel zum KFC Uerdingen 05 überredete. Dort kam Feldhoff wieder regelmäßig zum Zuge, leistete sich in acht Spielen aber auch zwei Platzverweise. Im Folgejahr 2003/04 wurde der Stürmer mit 22 Treffern Torschützenkönig der Liga und erzielte somit fast die Hälfte der gesamten Tore seines Teams. Schließlich folgte er Wollitz zum VfL Osnabrück und konnte mit dem Verein 2007 den Aufstieg in die zweite Liga feiern. Dort kam er aber nicht mehr zum Einsatz. Am 26. Oktober 2007 bestritt Feldhoff für die Reservemannschaft des VfL sein letztes Spiel.

### Nationalmannschaft
Für die deutsche U-21 spielte Feldhoff in 13 Partien und erzielte dabei fünf Tore.

## Erfolge
- Vizemeister mit Bayer Leverkusen: 1997
- Torschützenkönig der Regionalliga Nord: 2003/04

## Trainerkarriere
Im Dezember 2006 übernahm Feldhoff das Traineramt beim Dinslakener Landesligisten TV Jahn Hiesfeld, den er allerdings nicht vor dem Abstieg in die Bezirksliga bewahren konnte. Unmittelbar vor Beginn der Saison 2007/08 entschied er sich, den Posten wieder aufzugeben, um sich nach längerer Verletzungspause noch einmal voll auf seine aktive Karriere konzentrieren zu können. Im Januar 2008 jedoch musste er aufgrund einer erneuten Verletzung im Knie seine Karriere als Fußballprofi beenden.
In der Saison 2008/09 wurde er Trainer der SSVg Velbert, trat aber bereits im Oktober 2008 von seinem Amt zurück.
Ab Dezember 2008 war Feldhoff im Rahmen eines Praktikumsvertrages mit einer Laufzeit bis zum 30. Juni 2010 Co-Trainer beim VfL Osnabrück.
Zur Saison 2009/10 fand Feldhoff eine Anstellung bei Energie Cottbus. Damit folgte er Claus-Dieter Wollitz aus Osnabrück nach Cottbus und beendete vorzeitig das Arbeitsverhältnis mit dem VfL. Nach Wollitz' Rücktritt übernahm Feldhoff am 8. Dezember 2011 bis zur Winterpause als Interimstrainer das Team.
Von 2013 bis 2014 absolvierte Feldhoff erfolgreich den Trainerlehrgang der Hennes-Weisweiler-Akademie und erhielt seine Lizenz als Fußballlehrer.
Am 12. Oktober 2016 gab der Bundesligist Werder Bremen die Verpflichtung Feldhoffs als Co-Trainer bekannt. Er komplettierte damit das Team um Chefcoach Alexander Nouri und dessen Assistenten Florian Bruns. Mit der Entlassung von Nouri ein Jahr später trennte sich Werder auch von Feldhoff.
Ende September 2018 stellte der Zweitligist FC Ingolstadt 04 Feldhoff als Assistenztrainer an, wo er erneut mit Nouri zusammenarbeitete. Nach acht Spielen ohne Sieg (fünf Niederlagen und drei Unentschieden) wurden beide nach zwei Monaten am 26. November 2018 wieder entlassen.
Am 27. November 2019 wurde er gemeinsam mit Nouri Co-Trainer von Jürgen Klinsmann beim Erstligisten Hertha BSC, das Trainerteam sollte vorerst bis zum Ende der Saison 2019/20 in Berlin arbeiten. Ab dem 22. Spieltag assistierte Feldhoff Nouri dann in vier Bundesligaspielen, nachdem Klinsmann als Cheftrainer zurückgetreten war. Nouris und Feldhoffs Engagement endete Anfang April 2020 mit der Verpflichtung von Bruno Labbadia als neuem Cheftrainer.
Am 3. März 2021 wurde er Cheftrainer des VfL Osnabrück. Nachdem er den Abstieg des VfL in die 3. Liga nicht abwenden konnte und sein Vertrag als Cheftrainer für diese Liga nicht galt, verließ er den Verein wieder.
Zur Saison 2023/24 wurde Feldhoff Co-Trainer von Thomas Letsch beim VfL Bochum. Ende Oktober 2024 übernahm er die Mannschaft nach der Trennung von Peter Zeidler gemeinsam mit dem weiteren Co-Trainer Murat Ural interimsweise, wobei Feldhoff die Aufgaben des Cheftrainers gegenüber den Medien übernahm. Er betreute die Mannschaft bei einer 0:5-Niederlage gegen den FC Bayern München und einer 2:7-Niederlage gegen Eintracht Frankfurt. Anfang November 2024 wurde Dieter Hecking als neuer Cheftrainer vorgestellt. Im Gegensatz zu Ural verließ Feldhoff den Trainerstab und wird eine noch zu definierende Aufgaben im Verein übernehmen.

## Wissenswertes
- Als Vertreter der Spieler der Regionalliga Nord saß Feldhoff im Spielerrat der Vereinigung der Vertragsfußballspieler (VdV).